# Carl Gottlob Just

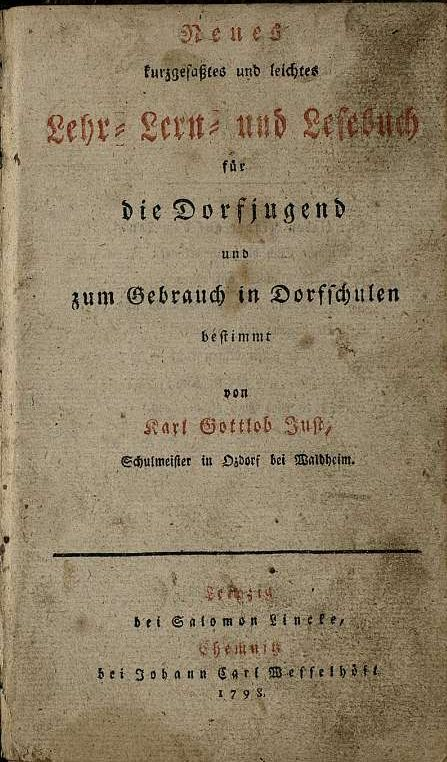
Titelblatt des Lehr-, Lern- und Lesebuchs für die Dorfjugend von 1798

Carl Gottlob Just (* 28. November 1771 in Harthau; † 31. Oktober 1826 in Somsdorf), nicht zu verwechseln mit Karl Gottlob Just, war ein deutscher Pädagoge und Schulbuchautor.
Der Sohn des Harthauer Erb- und Lehnrichters Carl Friedrich Just besuchte die Stadtschule in Chemnitz. 1788 wurde er als Kinderlehrer in Schönborn angestellt, wechselte 1790 nach Reichenbach und 1793 nach Otzdorf. Von 1800 bis 1824 amtierte Just als Kantor und Kirchschullehrer in Markersbach, bevor er seine letzten beiden Lebensjahre im Schulamt in Somsdorf verbrachte. Er ist Verfasser mehrerer religionspädagogischer Elementarschulbücher.

## Werke
- Neues kurzgefaßtes und leichtes Lehr-, Lern- und Lesebuch für die Dorfjugend und zum Gebrauch in Dorfschulen bestimmt. 1.A. Leipzig 1798 (Digitalisat), 2.A. Leipzig/Chemnitz 1799 (Digitalisat), 3.A. Jena 1806.
- Spruchbuch für die Schuljugend. Oder: Die christliche Religion in biblischen Sprüchen und Liederversen – ein Anhang zum Lehr-, Lern- und Lesebuch für die Dorfjugend. Leipzig 1799.
- Kleiner Katechismus oder Lehr- und Lesebüchlein für die untern Classen der Dorfschulen. 1804.
- Das Blumensträuschen: eine Gedicht-Sammlung für Jedermann. Dresden 1826.